# Electron (lanciatore)
Electron è un lanciatore spaziale sviluppato dall'azienda neozelandese Rocket Lab e pensato per il lancio di piccoli satelliti, in particolare CubeSat.
È composto da due stadi, entrambi equipaggiati con motori a propellente liquido Rutherford progettati dalla stessa Rocket Lab ed alimentati con cherosene e ossigeno liquido.
Il primo lancio è avvenuto il 25 maggio 2017, ma si è concluso con un fallimento: il vettore ha raggiunto un'altitudine di 224 km ma un problema nella trasmissione della telemetria gli ha impedito di posizionarsi sull'orbita corretta.
Il secondo tentativo di lancio è avvenuto con successo il 21 gennaio 2018, portando in orbita tre CubeSat.

## Lanci
Al 1º gennaio 2024 il lanciatore ha effettuato 41 lanci, di cui 39 conclusi con successo e 4 fallimenti. I lanci sono stati principalmente effettuati dal Rocket Lab Launch Complex 1 nella regione della Baia di Hawke, in Nuova Zelanda. Tre lanci sono stati compiuti dallo spazioporto Mid-Atlantic Regional Spaceport.
| Volo N° | Data e Ora (UTC) | Sito di lancio               | Numero seriale                               | Carico utile | Orbita                   | Cliente | Massa del carico utile | Esito missione | Esito missione             |
| Volo N° | Data e Ora (UTC) | Sito di lancio               | Numero seriale                               | Carico utile | Orbita                   | Cliente | Massa del carico utile | Lancio         | Atterraggio                |
| ------- | --- | ---------------------------- | -------------------------------------------- | --- | ------------------------ | --- | ---------------------- | -------------- | -------------------------- |
| 1       | 25 maggio 2017 04:20 | Rocket Lab Launch Complex 1A | Flight 1 "It's a Test"                       | N.D. | 400 km, 82,9° LEO        | Rocket Lab | N.D.                   | Fallito        | Non programmato            |
| 1       | Volo inaugurale del lanciatore Electron. La separazione del primo stadio e dell'ogiva sono avvenuti con successo; tuttavia, quando il lanciatore ha raggiunto l'altezza di 224 kg (rispetto a quella prevista di 500 km) la stazione di terra ha smesso di ricevere la telemetria e il flight termination system, un sistema di sicurezza, ha portato il vettore ad autodistruggersi dopo soli 4 minuti dall'inizio del lancio. Le analisi successive hanno stabilito che il problema è stato causato da un errore del software in un componente di un fornitore esterno nella stazione di terra, mentre il lanciatore ha funzionato correttamente fino al momento della perdita del segnale. Successivamente è stato determinato che la causa è da attribuire ad un errore nella configurazione del software che ha causato la corruzione dei dati. |                              |                                              | |                          | |                        |                |                            |
| 2       | 21 gennaio 2018 01:43 | Rocket Lab Launch Complex 1A | Flight 2 "Still Testing"                     | Dove Pioneer Lemur-2 (2 satelliti) Humanity Star | 400 km, 82,9° LEO        | Planet Labs Spire Global | 13 kg                  | Riuscito       | Non programmato            |
| 2       | Il lancio è avvenuto il 21 gennaio 2018 dopo essere stato rinviato sei volte. Il carico era costituito da cubesat per Planet Labs e Spire Global,. I due satelliti Lemur-2 sono stati posti in un'orbita circolare ad una altezza di 500 km con inclinazione di 85° tramite un terzo stadio chiamato kick stage mentre il satellite Dove Pioneer è stato posto in una orbita di 289x533 km. |                              |                                              | |                          | |                        |                |                            |
| 3       | 11 novembre 2018 03:50 | Rocket Lab Launch Complex 1A | Flight 3 "It's Business Time"                | Lemur-2 (2 satelliti) CICERO IRVINE01 NABEO Proxima (2 satelliti)                                                                                            | 500 km, 85° LEO          | Spire Global GeoOptics Irvine CubeSat STEM Program High Performance Space Structure Systems Fleet Space Technologies                    | 45 kg                  | Riuscito       | Non programmato            |
| 3       | Il lancio è stato rinviato diverse volte. Il carico era costituito da cubesat, che sono stati regolarmente portati nell'orbita corretta. |                              |                                              | |                          | |                        |                |                            |
| 4       | 16 dicembre 2018 06:33 | Rocket Lab Launch Complex 1A | Flight 4 "This One's For Pickering"          | ElaNa-19 | 500 km, 85° LEO          | NASA | 78 kg                  | Riuscito       | Non programmato            |
| 4       | Il lanciatore ha trasportato con successo in orbita i cubesat della missione ELaNa-19 (ALBus, CeREs, CHOMPTT, CubeSail, DaVinci, ISX, NMTSat, RSat-P, Shields-1, STF-1, SHFT 2, TOMSat, EagleScout, TOMSat R3). Il nome della missione This One's For Pickering è stato scelto in onore a William Pickering, uno scienziato di origine neozelandese che ha ricoperto il ruolo di direttore del Jet Propulsion Laboratory. |                              |                                              | |                          | |                        |                |                            |
| 5       | 28 marzo 2019 23:27 | Rocket Lab Launch Complex 1A | Flight 5 "Two Thumbs Up"                     | R3D2 | 425 km, 39,5° LEO        | DARPA | 150 kg                 | Riuscito       | Non programmato            |
| 5       | Il Radio Frequency Risk Reduction Deployment Demonstration (R3D2) è un satellite sviluppato da DARPA per il test di tecnologie per antenne dispiegabili. |                              |                                              | |                          | |                        |                |                            |
| 6       | 5 maggio 2019 06:00 | Rocket Lab Launch Complex 1A | Flight 6 "That's a Funny Looking Cactus"     | STP-27RD | 500 km, 40° LEO          | United States Air Force | 180 kg                 | Riuscito       | Non programmato            |
| 6       | La missione fa parte del "Rapid Agile Launch Initiative" (RALI) dell'aeronautica statunitense. Il carico era costituito dai satelliti SPARC-1, Falcon ODE e Harbinger. |                              |                                              | |                          | |                        |                |                            |
| 7       | 29 giugno 2019 04:30 | Rocket Lab Launch Complex 1A | Flight 7 "Make it Rain"                      | BlackSky Global 3 Prometheus x 2 ACRUX-1 SpaceBEE 8 e 9 Painani 1                                                                                            | 450 km, 45° LEO          | Spaceflight Industries USSOCOM Melbourne Space Program Swarm Technologies SEDENA                                                        | 80 kg                  | Riuscito       | Non programmato            |
| 7       | BlackSky Global 3 fa parte di una costellazione satellitare per l'osservazione della Terra. I cubesat SpaceBEE sono costruiti da Swarm Technologies per testare una tecnologia di comunicazione tra due satelliti. |                              |                                              | |                          | |                        |                |                            |
| 8       | 19 agosto 2019 12:12 | Rocket Lab Launch Complex 1A | Flight 8 "Look Ma, No Hands"                 | Breizh Recon Orbiter (BRO-1) BlackSky Global 4 satelliti sperimentali x 2                                                                                    | 510 km, 94,8° LEO        | UnseenLabs Spaceflight Industries AFSPC                                                                                                 | 80 kg                  | Riuscito       | Non programmato            |
| 8       | Il Breizh Recon Orbiter (BRO-1) fa parte di una costellazione satellitare impiegata per il tracciamento dei vascelli marittimi. BlackSky Global 4 fa parte di una costellazione di satelliti per l'osservazione della Terra. I due satelliti sperimentali dell'Air Force Space Command (AFSPC) appartengono al programma tecnologico "Pearl White". |                              |                                              | |                          | |                        |                |                            |
| 9       | 17 ottobre 2019 01:22 | Rocket Lab Launch Complex 1A | Flight 9 "As the Crow Flies"                 | Palisade | 1200 km, 87,9° LEO       | Astro Digital | 20 kg                  | Riuscito       | Non programmato            |
| 9       | Palisade è un cubesat 16U per la dimostrazione di tecnologie. |                              |                                              | |                          | |                        |                |                            |
| 10      | 6 dicembre 2019 8:18 | Rocket Lab Launch Complex 1A | Flight 10 "Running Out Of Fingers"           | ATL-1 Fossasat-1 NOOR-1A (Unicorn 2B) NOOR-1B (Unicorn 2C) SMOG-P TRSI ALE-2                                                                                 | 385x400 km, 97° LEO      | Advanced Technology of Laser Fossa Systems Stara Space Università di Tecnologia e di Economia di Budapest ACME AtronOmatic ALE Co., LTD | 77 kg                  | Riuscito       | Rientro controllato (test) |
| 10      | ATL-1 è un picosatellite usato per testare nello spazio un nuovo isolante termico. FossaSat è un satellite per le telecomunicazioni che fornire connettività per l'Internet Of Things. NOOR-1A e NOOR-1B sono due picosatelliti per testare le comunicazioni tra satelliti in orbita terrestre bassa. SMOG-P è un satellite con lo scopo di misurare l'elettrosmog. In questa missione il primo stadio è stato fatto rientrare nell'atmosfera in modo controllato, dotandolo di un reaction control system, in previsione del recupero e riutilizzo dei primi stadi nelle missioni successive. Il primo recupero con successo è avvenuto il 20 novembre 2020 con la missione 16. In questa missione il lanciatore è stato equipaggiato per la prima volta con un autonomous flight termination system.                                               |                              |                                              | |                          | |                        |                |                            |
| 11      | 31 gennaio 2020 2:56 | Rocket Lab Launch Complex 1A | Flight 11 "Birds of a Feather"               | NROL-151 | 590x610 km, 70,9° LEO    | National Reconnaissance Office | N.D.                   | Riuscito       | Rientro controllato (test) |
| 11      | Primo lancio di una missione per il National Reconnaissance Office (NRO), tramite il programma "Rapid Acquisition of a Small Rocket" (RASR). Come per la missione precedente, il primo stadio è stato fatto rientrare nell'atmosfera in modo controllato. Anche in questo caso il test ha avuto successo. |                              |                                              | |                          | |                        |                |                            |
| 12      | 13 giugno 2020 5:12 | Rocket Lab Launch Complex 1A | Flight 12 "Don't Stop Me Now"                | USA-301 USA-302 USA-303 ANDESITE RAAF M2PF (Pathfinder) | 570x590 km, 97,75° LEO   | National Reconnaissance Office Università di Boston/NASA Università del Nuovo Galles del Sud/Royal Australian Air Force                 | N.D.                   | Riuscito       | Non programmato            |
| 12      | Il satellite Ad-Hoc Network Demonstration for Extended Satellite-Based Inquiry and Other Team Endeavors (ANDESITE) ha lo scopo di studiare il campo geomagnetico e fa parte della missione ELaNa 32. Il satellite Pathfinder è un dimostratore tecnologico per la successiva missione RAAF M2. Il lancio ha trasportato payload classificati per il National Reconnaissance Office. |                              |                                              | |                          | |                        |                |                            |
| 13      | 4 luglio 2020 21:19 | Rocket Lab Launch Complex 1A | Flight 13 "Pics or it didn't happen"         | CE-SAT-IB SuperDove x 5 Faraday 1 | 500 km, 97,5° SSO        | Canon Inc. Planet Labs InSpace | 75 kg                  | Fallito        | Non programmato            |
| 13      | Il lancio è fallito a causa di un malfunzionamento del secondo stadio. Il payload era costituito da un satellite sviluppato da Canon per la ripresa di immagini con risoluzione di 90 cm, cinque satelliti SuperDove che avrebbero dovuto far parte della costellazione di Planet Labs per l'osservazione della Terra. Il satellite Faraday 1 era un CubeSat per ospitare esperimenti scientifici di clienti terzi, sviluppato da InSpace. Dopo le indagini, è stato determinato che una disconnessione elettrica ha causato lo spegnimento delle turbopompe elettriche del secondo stadio. |                              |                                              | |                          | |                        |                |                            |
| 14      | 31 agosto 2020 03:05 | Rocket Lab Launch Complex 1A | Flight 14 "I Can't Believe It's Not Optical" | Sequoia First Light | 500 km, 45° LEO          | Cappella Space | 100 kg                 | Riuscito       | Non programmato            |
| 14      | Il lancio ha trasportato Sequoia di Cappella Space, il primo satellite commerciale per l'osservazione della Terra attraverso un radar ad apertura sintetica. Nel payload era presente anche First Light, un dimostratore tecnologico per tecnologie satellitari sviluppate dalla stessa Rocket Lab. |                              |                                              | |                          | |                        |                |                            |
| 15      | 28 ottobre 2020 21:21 | Rocket Lab Launch Complex 1A | Flight 15 "In Focus"                         | SuperDove x 9 CE-SAT-IIB | 500 km, 97,5° SSO        | Planet Labs Spaceflight Industries per Canon Electronics                                                                                | 72 kg                  | Riuscito       | Non programmato            |
| 15      | In questa missione è stata dimostrata la possibilità di modificare l'inclinazione orbitale da parte del kick stage. Il payload era costituito da 9 satelliti SuperDove, che si sono aggiunti alla costellazione di Planet Labs per l'osservazione della Terra e il satellite CE-SAT-IIB, un microsatellite sviluppato da Canon come dimostratore tecnologico per una camera fotografica ad alta risoluzione. |                              |                                              | |                          | |                        |                |                            |
| 16      | 20 novembre 2020 02:20 | Rocket Lab Launch Complex 1A | Flight 16 "Return To Sender"                 | Dragracer A Dragracer B BRO-2 BRO-3 APSS-1 (Te Waka Āmiorangi o Aotearoa) (Auckland Program for Space Systems) SpaceBEE x 24 Gnome Chompski (mass simulator) | 500 km, 97,3° SSO        | TriSept Corp. UnseenLabs Università di Auckland, Te Pūnaha Ātea Swarm Technologies Gabe Newell                                          | 200 kg                 | Riuscito       | Riuscito (ammaraggio)      |
| 16      | Per la prima volta in questa missione è stato effettuato un ammaraggio del primo stadio tramite paracadute e ad essere recuperato da una nave. |                              |                                              | |                          | |                        |                |                            |
| 17      | 15 dicembre 2020 10:09 | Rocket Lab Launch Complex 1A | Flight 17 "The Owl's Night Begins"           | StriX-α | 500 km, 97,3° SSO        | Synspective | 150 kg                 | Riuscito       | Non programmato            |
| 17      | Satellite di test, che impiega un radar ad apertura sintetica, per una azienda giapponese. Parte di una futura costellazione di 25 satelliti per l'osservazione della Terra |                              |                                              | |                          | |                        |                |                            |
| 18      | 20 gennaio 2021 07:26 | Rocket Lab Launch Complex 1A | Flight 18 "Another One Leaves The Crust"     | GMS-T | 1200 km, 90° LEO         | OHB | ~50 kg                 | Riuscito       | Non programmato            |
| 18      | Lancio del satellite prototipo per le telecomunicazione GMS-T sviluppato da OHB. |                              |                                              | |                          | |                        |                |                            |
| 19      | 22 marzo 2021 22:30 | Rocket Lab Launch Complex 1A | Flight 19 "They Go Up So Fast"               | BlackSky-9 Centauri 3 Myriota 7 Veery Hatchling RAAF-M2 A, B Gunsmoke-J Photon                                                                               | 450 km e 550 km, 45° LEO | Spaceflight Industries Fleet Space Myriota Care Weather Technologies Università del Nuovo Galles del Sud USASMDC Rocket Lab             | N.D.                   | Riuscito       | Non programmato            |
| 19      | In questa missione è stato lanciato il 100º satellite. |                              |                                              | |                          | |                        |                |                            |
| 20      | 15 maggio 2021 11:11 | Rocket Lab Launch Complex 1A | Flight 20 "Running Out Of Toes"              | BlackSky-10, BlackSky-11 | 430 km, 50° LEO          | Spaceflight Industries | 120 kg                 | Fallito        | Riuscito (ammaraggio)      |
| 20      | Seconda missione a recuperare il booster dopo il suo ammaraggio. Il secondo stadio si è spento causando il fallimento della missione, ma il primo stadio ha completato un ammaraggio con paracadute. Il guasto al secondo stadio è stato causato da una interferenza con il sistema di controllo dei motori che ha interrotto la connessione dati con il controllo del thrust vectoring, portando il velivolo fuori traiettoria. |                              |                                              | |                          | |                        |                |                            |
| 21      | 29 luglio 2021 06:00 | Rocket Lab Launch Complex 1A | Flight 21 "It's A Little Chile Up Here"      | Monolith | 600 km, 37° LEO          | U.S. Space Force | N.D.                   | Riuscito       | Non programmato            |
| 21      | Il payload era costituito dal satellite militare sperimentale Monolith per United States Space Force. Il lancio doveva essere effettuato dal Mid-Atlantic Regional Spaceport, ma la NASA non ha certificato il sistema flight termination system in tempo per la missione, che quindi è stato spostato al Rocket Lab Launch Complex 1. |                              |                                              | |                          | |                        |                |                            |
| 22      | 18 novembre 2021 01:38 | Rocket Lab Launch Complex 1A | Flight 22 "Love At First Insight"            | BlackSky Global 14, BlackSky Global 15 | 430 km, 42° LEO          | Spaceflight Industries | 120 kg                 | Riuscito       | Riuscito (ammaraggio)      |
| 22      | Secondo lancio di satelliti BlackSky Global di seconda generazione, appartenenti alla costellazione BlackSky. Il primo stadio ha effettato l'ammaraggio con paracadute ed è stato recuperato. Un elicottero ha tracciato e osservato la discesa del primo stadio in preparazione al futuro impiego di elicotteri per intercettare e catturare il primo stadio dei lanciatori mentre rientrano con i paracadute. Per la prima volta sono stati usati paracadute modificati in grado di aprirsi ad altezze superiori e uno scudo termico migliorato. |                              |                                              | |                          | |                        |                |                            |
| 23      | 9 dicembre 2021 00:02 | Rocket Lab Launch Complex 1A | Flight 23 "A Data With Destiny"              | BlackSky-12 Gen-2, BlackSky-13 Gen-2 | 430 km, 42° LEO          | Spaceflight Industries | 120 kg                 | Riuscito       | Non programmato            |
| 23      | Terzo lancio di satelliti BlackSky Global di seconda generazione appartenenti alla costellazione BlackSky. |                              |                                              | |                          | |                        |                |                            |
| 24      | 28 febbraio 2022 20:37 | Rocket Lab Launch Complex 1B | Flight 24 "The Owl's Night Continues"        | StriX-β | 561 km, 97° SSO          | Synspective | ~150 kg                | Riuscito       | Non programmato            |
| 24      | Primo volo dalla piattaforma 1B del complesso di lancio 1. Primo dei tre lanci dedicati alla costellazione satellitare StriX di Synspective. |                              |                                              | |                          | |                        |                |                            |
| 25      | 2 aprile 2022 12:41 | Rocket Lab Launch Complex 1A | Flight 25 "Without Mission A Beat"           | BlackSky-14 Gen-2, BlackSky-15 Gen-2 | 430 km, 53° LEO          | Spaceflight Industries | ~120 kg                | Riuscito       | Non programmato            |
| 25      | Quarto lancio di satelliti BlackSky Global di seconda generazione appartenenti alla costellazione BlackSky |                              |                                              | |                          | |                        |                |                            |
| 26      | 2 maggio 2022 22:49 | Rocket Lab Launch Complex 1A | Flight 26 "There And Back Again"             | TRSI-2 & TRSI-3 MyRadar-1 Unicorn-2 Copia AuroraSat-1 E-Space Demo (3 satelliti) SpaceBEE (24 satelliti) BRO-6                                               | 520 km, 94° SSO          | Alba Orbital Astrix Astronautics Aurora Propulsion Technologies E-Space Swarm Technologies via Spaceflight Inc. UnseenLabs              | N.D.                   | Riuscito       | Parziale (cattura aerea)   |
| 26      | Lancio di 34 satellite per sei clienti. Primo tentativo di cattura a mezz'aria del primo stadio. Il pilota dell'elicottero ha agganciato i cavi del paracadute del primo stadio, ma a causa di difficoltà nel mantenere il carico, è stato deciso di scaricarlo in mare. Il primo stadio è stato recuperato dalla nave impiegata da Rocket Lab. |                              |                                              | |                          | |                        |                |                            |
| 27      | 28 giugno 2022 09:55 | Rocket Lab Launch Complex 1B | Flight 27 "CAPSTONE"                         | CAPSTONE Photon | TLI                      | NASA Rocket Lab | 80 kg                  | Riuscito       | Non programmato            |
| 27      | Il payload era costituito dal Cubesat Cislunar Autonomous Positioning System Technology Operations and Navigation Experiment (CAPSTONE) sviluppato dalla NASA il cui scopo è di verificare la stabilità dell'orbita in cui verrà posizionato il Lunar gateway. |                              |                                              | |                          | |                        |                |                            |
| 28      | 13 luglio 2022 06:30 | Rocket Lab Launch Complex 1A | Flight 28 "Wise One Looks Ahead"             | NROL-162 (RASR-3) | 620 km, 40° LEO          | NRO | N.D.                   | Riuscito       | Non programmato            |
| 28      | Lancio classificato per le "Responsive Space Missions" del National Reconnaissance Office (NRO). |                              |                                              | |                          | |                        |                |                            |
| 29      | 4 agosto 2022 05:00 | Rocket Lab Launch Complex 1B | Flight 29 "Antipodean Adventure"             | NROL-199 (RASR-4) | 620 km, 70° LEO          | NRO | N.D.                   | Riuscito       | Non programmato            |
| 29      | Secondo lancio classificato per le "Responsive Space Missions" del National Reconnaissance Office (NRO). |                              |                                              | |                          | |                        |                |                            |
| 30      | 15 settembre 2022 20:38 | Rocket Lab Launch Complex 1B | Flight 30 "The Owl Spreads Its Wings"        | StriX-1 | 563 km, 97° SSO          | Synspective | ~100 kg                | Riuscito       | Non programmato            |
| 30      | Secondo lancio per la costellazione satellitare StriX di Synspective. |                              |                                              | |                          | |                        |                |                            |
| 31      | 7 ottobre 2022 17:09 | Rocket Lab Launch Complex 1B | Flight 31 "It Argos Up From Here"            | GAzelle (Argos-4) | 750 km, 98° SSO          | NOAA/CNES | 118 kg                 | Riuscito       | Non programmato            |
| 31      | Lancio del satellite Argos-4 per un progetto di National Oceanic and Atmospheric Administration (NOAA) e del CNES sviluppato da General Atomics Electromagnetic Systems. Lo scopo dei satelliti Argos consiste nella raccolta dati ambientali per l'osservazione della Terra. |                              |                                              | |                          | |                        |                |                            |
| 32      | 4 novembre 2022 17:27 | Rocket Lab Launch Complex 1B | Flight 32 "Catch Me If You Can"              | MATS | 585 km, 97,66° SSO       | Agenzia spaziale svedese, OHB SE | 50 kg                  | Riuscito       | Parziale                   |
| 32      | Il payload è costituito da satellite per ricerche sull'atmosfera dell'Agenzia spaziale svedese. È stato tentato per la seconda volta un recupero del primo stadio a mezz'aria tramite un elicottero. Tuttavia durante rientro del primo stadio si è persa la telemetria, e non era sicuro per l'elicottero stazionare nell'area. Il primo stadio ha effettato l'ammaraggio ed è stato recuperato. |                              |                                              | |                          | |                        |                |                            |
| 33      | 24 gennaio 2023 23:00 | MARS, LC-2                   | Flight 33 "Virginia Is For Launch Lovers"    | HawkEye 360 Cluster 6 (3 satelliti) | 550 km, 40,5° LEO        | HawkEye 360 | 40 kg                  | Riuscito       | Non programmato            |
| 33      | Primo lancio del complesso di lancio 2 del Mid-Atlantic Regional Spaceport di Wallops. Il lancio ha trasportato 3 satelliti della costellazione satellitare di HawkEye. |                              |                                              | |                          | |                        |                |                            |
| 34      | 16 marzo 2023 22:39 | MARS, LC-2                   | Flight 34 "Stronger Together"                | Capella 9, Capella 10 | 600 km, 44° LEO          | Capella Space | 224 kg                 | Riuscito       | Non programmato            |
| 34      | Lancio di due satelliti di Cappella Space per l'osservazione della Terra. |                              |                                              | |                          | |                        |                |                            |
| 35      | 24 marzo 2023 09:14 | Rocket Lab Launch Complex 1B | Flight 35 "The Beat Goes On"                 | BlackSky 18 Gen-2, BlackSky 19 Gen-2 | 450 km, 42° LEO          | Spaceflight Industries | ~120 kg                | Riuscito       | Riuscito (ammaraggio)      |
| 35      | Lancio di due satelliti BlackSky Global di seconda generazione appartenenti alla costellazione BlackSky. |                              |                                              | |                          | |                        |                |                            |
| 36      | 8 maggio 2023 01:00 | Rocket Lab Launch Complex 1B | Flight 36 "Rocket Like A Hurricane"          | TROPICS x 2 | 550 km, 32° LEO          | NASA | 10 kg                  | Riuscito       | Non programmato            |
| 36      | Prima missione TROPICS della NASA, costituita dai primi due cubesat. TROPICS ha lo scopo di misurare la temperatura, l'umidità e le precipitazioni nelle regioni tropicali. |                              |                                              | |                          | |                        |                |                            |
| 37      | 26 maggio 2023 03:46 | Rocket Lab Launch Complex 1B | Flight 37 "Coming to a Storm Near You"       | TROPICS x 2 | 550 km, 32° LEO          | NASA | 10 kg                  | Riuscito       | Non programmato            |
| 37      | Seconda missione TROPICS della NASA. |                              |                                              | |                          | |                        |                |                            |
| 38      | 18 luglio 2023 01:27 | Rocket Lab Launch Complex 1B | Flight 38 "Baby Come Back"                   | LEO 3 Lemur-2 x 2 Starling x 4 | 1000 km, 99,45° SSO      | Telesat Spire Global NASA | ~86 kg                 | Riuscito       | Riuscito (ammaraggio)      |
| 38      | Il payload era costituito da quattro Cubesat della NASA, due CubeSat di Spire Global e il satellite LEO 3 di Telesat. |                              |                                              | |                          | |                        |                |                            |
| 39      | 23 agosto 2023 23:45 | Rocket Lab Launch Complex 1B | Flight 39 "We Love The Nightlife"            | Acadia 1 | 640 km, 53° LEO          | Capella Space | ~165 kg                | Riuscito       | Riuscito (ammaraggio)      |
| 39      | Primo satellite della costellazione satellitare Acadia di Cappella Space. I satelliti Acadia usano radar ad apertura sintetica per l'osservazione della Terra. Per la prima volta, in questa missione Rocket Lab ha riutilizzato un propulsore Rutherford di un'altra missione lanciata a maggio 2022. |                              |                                              | |                          | |                        |                |                            |
| 40      | 19 settembre 2023 06:55 | Rocket Lab Launch Complex 1B | Flight 40 "We Will Never Desert You"         | Acadia 2 | 640 km, 53° LEO          | Capella Space | ~165 kg                | Fallito        | Non programmato            |
| 40      | Secondo lancio della costellazione satellitare Acadia di Cappella Space. Dopo la separazione del secondo stadio il propulsore non si è acceso a causa di un malfunzionamento. |                              |                                              | |                          | |                        |                |                            |
| 41      | 15 dicembre 2023 04:05 | Rocket Lab Launch Complex 1B | Flight 41 "The Moon God Awakens"             | QPS-SAR-5 (TSUKUYOMI-I) | 575 km, 42° LEO          | iQPS | ~100 kg                | Riuscito       | Non programmato            |
| 41      | Il payload era costituito dal satellite QPS-SAR-5, un satellite per l'osservazione della Terra di iQPS. |                              |                                              | |                          | |                        |                |                            |
| 42      | 31 gennaio 2024 06:34 | Rocket Lab Launch Complex 1B | Flight 42 "Four Of A Kind"                   | Skylark x 4 | 530 km, 97° LEO          | Spire Global (NorthStar Earth & Space)                                                                                                  | ~112 kg                | Riuscito       | Riuscito (ammaraggio)      |
| 42      | Il payload era costituito da quattro satelliti della costellazione satellitare di NorthStar. Lo scopo consiste nel monitoraggio degli oggetti in orbita terrestre bassa, nell'ambito della space situational awareness. |                              |                                              | |                          | |                        |                |                            |
| 43      | 18 febbraio 2024 14:52 | Rocket Lab Launch Complex 1B | Flight 43 "On Closer Inspection"             | ADRAS-J | 600 km, 98° SSO          | Astroscale | 150 kg                 | Riuscito       | Non programmato            |
| 43      | Il satellite sperimentale Active Debris Removal by Astroscale-Japan (ADRAS-J) ha lo scopo di provare tecnologie e operazioni per il monitoraggio dei detriti spaziali in orbita. |                              |                                              | |                          | |                        |                |                            |